# Alfred von Tirpitz
Alfred Peter Friedrich von Tirpitz (wym. MAF: [ˈalfʁeːt fɔn ˈtɪʁpɪt͡s], posłuchajⓘ; ur. 19 marca 1849 w Kostrzynie, zm. 6 marca 1930 w Ebenhausen) – niemiecki grossadmiral, twórca Cesarskiej Marynarki Wojennej, następca sekretarza Urzędu Marynarki Rzeszy (Reichsmarineamt) Friedricha von Hollmanna.
Uchodzi za twórcę niemieckiej floty dalekomorskiej. Jego celem było stworzenie sił morskich, które – nawet gdyby nie dorównywały siłom angielskim – to stanowiłyby dla nich duże zagrożenie w przypadku wybuchu wojny. Doprowadziło to do niemiecko-brytyjskiego wyścigu zbrojeń. Efektem było powstanie floty liniowej Hochseeflotte, którą Brytyjczycy uznali za zagrożenie i brali pod uwagę przy planowaniu działań na początku pierwszej wojny światowej.

## Życiorys
Urodził się w rodzinie mieszczańskiej jako syn urzędnika państwowego. 1 kwietnia 1865 wstąpił do wojska, zostając kadetem. 24 czerwca 1869 ukończył szkołę morską w Kilonii i został powołany do pruskiej marynarki wojennej, zdobywając 22 września tego samego roku stopień podporucznika marynarki. Dowodził flotyllą torpedowców, stając się jednocześnie gorliwym rzecznikiem wykorzystywania okrętów podwodnych w operacjach militarnych. Przez następne lata awansował na stopień komandora (24 listopada 1888), kontradmirała (13 maja 1895), wiceadmirała (5 grudnia 1899), admirała (12 czerwca 1903) i wielkiego admirała w dniu 27 listopada 1911. W 1896 został dowódcą eskadry krążowników w Azji Wschodniej, a w 1897 objął tekę ministra marynarki cesarskiej. W 1900 roku został nobilitowany i odtąd nosił nazwisko „von Tirpitz”.
Wysuwał pomysły rozbudowania floty Cesarstwa Niemieckiego na ogromną skalę, w czym spotykał się z aprobatą ze strony cesarza Wilhelma II Hohenzollerna. Ich realizacja zaczęła się w 1898, kiedy wprowadzono w życie ustawę o flocie, według której miała powstać niemiecka marynarka wojenna zdolna do stawienia czoła francuskim i rosyjskim siłom morskim. Kolejna ustawa z 1900 zakładała zbudowanie do 1917 floty, która mogłaby z kolei stanowić poważne zagrożenie dla marynarki Wielkiej Brytanii. Tu starania Tirpitza napotkały na poważne przeszkody: Brytyjczycy posiadający wówczas o 7 okrętów więcej od Niemców odkryli bowiem jego zamiary, co zaowocowało zaprojektowaniem i zwodowaniem w 1905 r. nowoczesnego pancernika „Dreadnought”. Tirpitz doprowadził w ten sposób do rozpętania światowego wyścigu zbrojeń morskich na taką skalę, że przystąpiły do niego nawet Turcja i Chile.

### I wojna światowa
Gdy w połowie 1914 wybuchła I wojna światowa, Wielka Brytania dysponowała 49 okrętami wojennymi, zaś Niemcy mieli ich tylko 29, przez co nigdy nie mogły naprawdę zagrozić brytyjskim statkom. Nie będąc w stanie osiągnąć potężnej pozycji na morzu, Tirpitz powziął starania o rozbudowę marynarki podwodnej, mając zamiar nękać w ten sposób flotę brytyjską i osłabić ją na tyle, by bez większych problemów doprowadzić do jej rozgromienia. Jednak zbyt agresywne działania militarne niemieckich okrętów podwodnych – U-bootów – spowodowały zniszczenie brytyjskiego statku cywilnego „Lusitania”, co w dłuższej perspektywie i w połączeniu z innymi przyczynami przyczyniło się do tego, że do I wojny światowej przeciwko Niemcom przystąpiły Stany Zjednoczone.
Alfred von Tirpitz, od 1914 dowódca marynarki niemieckiej, był nazywany Wiecznym Tirpitzem z powodu umiejętności (w odróżnieniu od wielu innych dostojników państwowych) zachowania swego stanowiska w zmieniających się uwarunkowaniach politycznych. Było to spowodowane tak wielkim poparciem ze strony cesarza Wilhelma II, że nawet cesarski brat ustąpił po konflikcie z Tirpitzem wzbudzającym kontrowersje z powodu prowadzenia nieograniczonej wojny podwodnej. W 1916 Tirpitz zdecydował się jednak ustąpić, co ku jego zdumieniu cesarz Wilhelm II przyjął.

### Późniejsze życie
15 marca 1916 przeszedł w stan spoczynku, kończąc swą służbę w wojsku. Wydarzenie to poprzedziła wymiana zdań pomiędzy Tirpitzem a cesarzem Wilhelmem II na temat sposobów wykorzystania floty podczas wojny.
W roku 1917 współzakładał nacjonalistycznie zorientowaną Niemiecką Partię Ojczyźnianą (Deutsche Vaterlandspartei), która postawiła sobie za cel zwalczanie w Niemczech znużenia wojną. Od 1924 do 1928 był członkiem Reichstagu jako deputowany DNVP (Niemieckiej Narodowej Partii Ludowej), nie osiągając jednakże znaczącej pozycji politycznej z powodu braku wcześniejszego atutu, jakim była jego flota.
Został pochowany na Cmentarzu Leśnym w Monachium.
Imieniem admirała nazwano pancernik „Tirpitz”, siostrzany okręt „Bismarcka” oraz muzeum w Danii.

## Odznaczenia
Odznaczenia admirała von Tirpitza to między innymi:
- Order Orła Czarnego z łańcuchem i brylantami
- Krzyż Wielki Orderu Orła Czerwonego z koroną
- Order Pour le Mérite
- Order Królewski Korony II klasy z gwiazdą
- Wielki Komandor Orderu Hohenzollernów z mieczami i gwiazdą
- Krzyż Żelazny I klasy
- Odznaka za Służbę Wojskową
- Order Wierności (Badenia)
- Krzyż Wielki Orderu Lwa Zeryngeńskiego z liśćmi dębu i złotą koroną (Badenia)
- Krzyż Wielki Orderu Zasługi Wojskowej z mieczami (Bawaria)
- Krzyż Wielki Orderu Henryka Lwa z mieczami (Brunszwik)
- Bremeński Krzyż Hanzeatycki (Brema)
- Hamburski Krzyż Hanzeatycki (Hamburg)
- Krzyż Wielki Orderu Zasługi Filipa Wspaniałomyślnego z koroną (Hesja)
- Lubecki Krzyż Hanzeatycki (Lubeka)
- Krzyż Wielki Orderu Gryfa (Meklemburgia)
- Krzyż Fryderyka Augusta I klasy (Oldenburg)
- Krzyż Wielki Orderu Domowy i Zasługi Księcia Piotra Fryderyka Ludwika (Oldenburg)
- Order Korony Rucianej (Saksonia)
- Krzyż Wielki Orderu Alberta ze złotą gwiazdą, koroną i mieczami (Saksonia)
- Krzyż Wielki Orderu Sokoła Białego (Saksonia-Weimar)
- Krzyż Wielki Orderu Ernestyńskiego (Saksonia)
- Krzyż Wielki Orderu Domowego Schaumburg-Lippe (Schaumburg-Lippe)
- Krzyż Wielki Orderu Korony Wirtemberskiej z mieczami (Wirtembergia)
- Krzyż Wielki Orderu Fryderyka (Wirtembergia)
- Krzyż Wielki Orderu Świętego Aleksandra (Bułgaria)
- Krzyż Wielki Orderu Zasługi (Chile)
- Order Podwójnego Smoka II stopnia I klasy (Chiny)
- Krzyż Wielki Orderu Danebroga (Dania)
- Komandor Legii Honorowej (Francja)
- Krzyż Wielki Orderu Zbawiciela (Grecja)
- Kawaler Krzyża Wielkiego Orderu Królewskiego Wiktoriańskiego (Wielka Brytania)
- Order Kwiatów Paulowni (Japonia)
- Kawaler Krzyża Wielkiego Orderu Świętych Maurycego i Łazarza (Włochy)
- Wielki Oficer Orderu Korony Włoch (Włochy)
- Krzyż Wielki Orderu Świętego Olafa (Norwegia)
- Krzyż Wielki Orderu Świętego Stefana (Austro-Węgry)
- Krzyż Wielki Orderu Leopolda (Austro-Węgry)
- Krzyż Wielki Orderu Franciszka Józefa (Austro-Węgry)
- Krzyż Wielki Orderu Gwiazdy Rumunii (Rumunia)
- Order Świętego Aleksandra Newskiego z brylantami (Imperium Rosyjskie)
- Order Orła Białego (Imperium Rosyjskie)
- Komandor Orderu Miecza (Szwecja)
- Komandor Krzyża Wielkiego Orderu Wazów (Szwecja)
- Krzyż Wielki Orderu Karola III (Hiszpania)
- Krzyż Wielki Zasługi Wojskowej (Hiszpania)
- Krzyż Wielki Zasługi Morskiej (Hiszpania)
- Order Osmana I klasy (Imperium Osmańskie)